# مبارز إبراهيموف
مبارز إبراهيموف (بالأذرية: Mübariz İbrahimov) –  مساعد (رتبة عسكرية) في الجيش الوطني الأذربيجاني، البطل الوطني لأذربيجان، «شخصية العام» في أذربيجان (2010).

## حياته

### النشأة
ولد مبارز إبراهيموف في 7 فبراير 1988 في قرية علي آباد بمنطقة بيلاسوفار. هو في الأصل من منطقة  مقاطعة ليريك. التحق بمدرسة قرية علي آباد الثانوية التي سميت باسم م. بيرييف والتي استشهد في عام 1994. فتخرج إبراهيموف من المدرسة الثانوية عام 2005 واستدعاء لأداء الخدمة العسكرية.

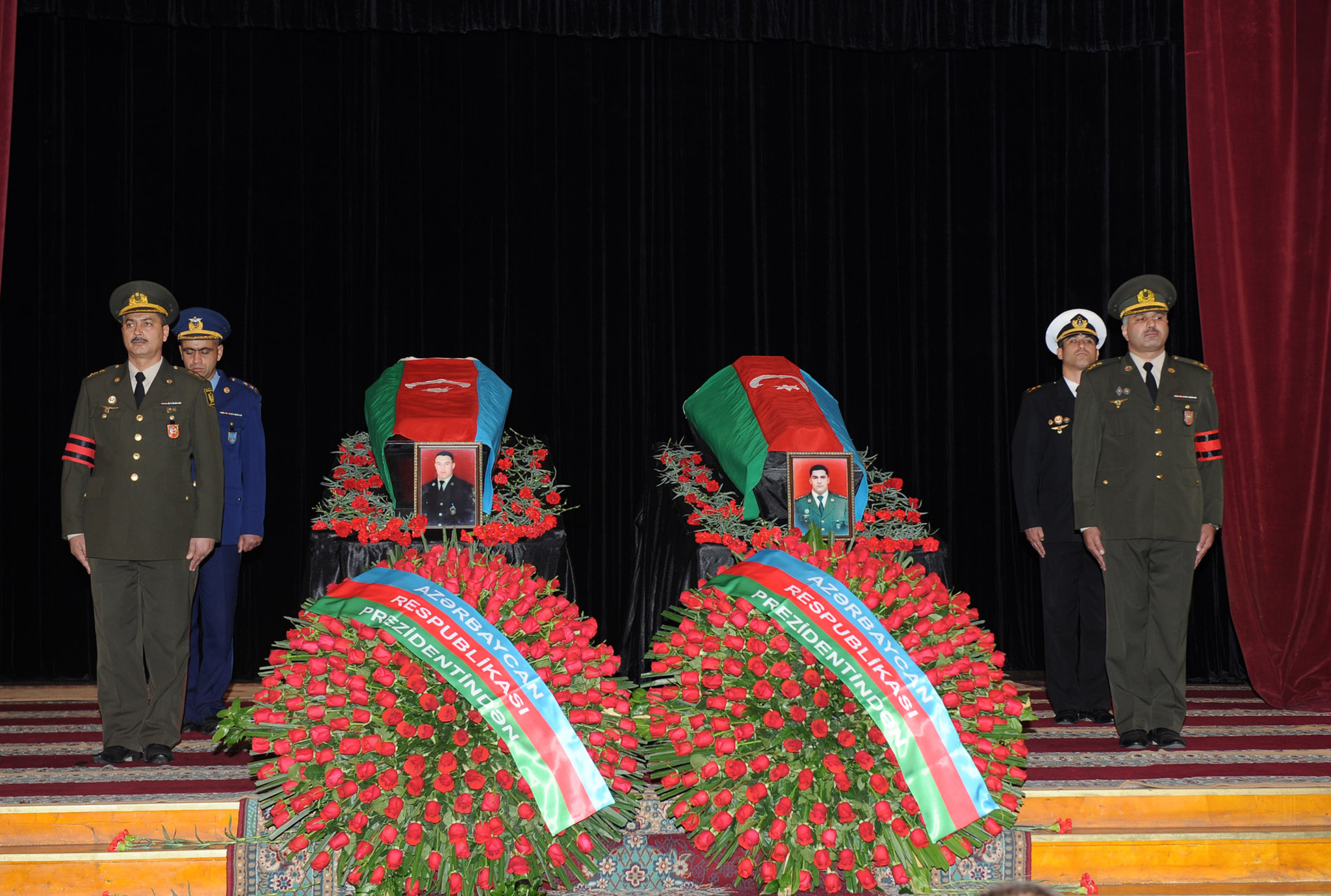
حفل وداع البطل الوطني مبارز إبراهيموف وفريد أحمدوف

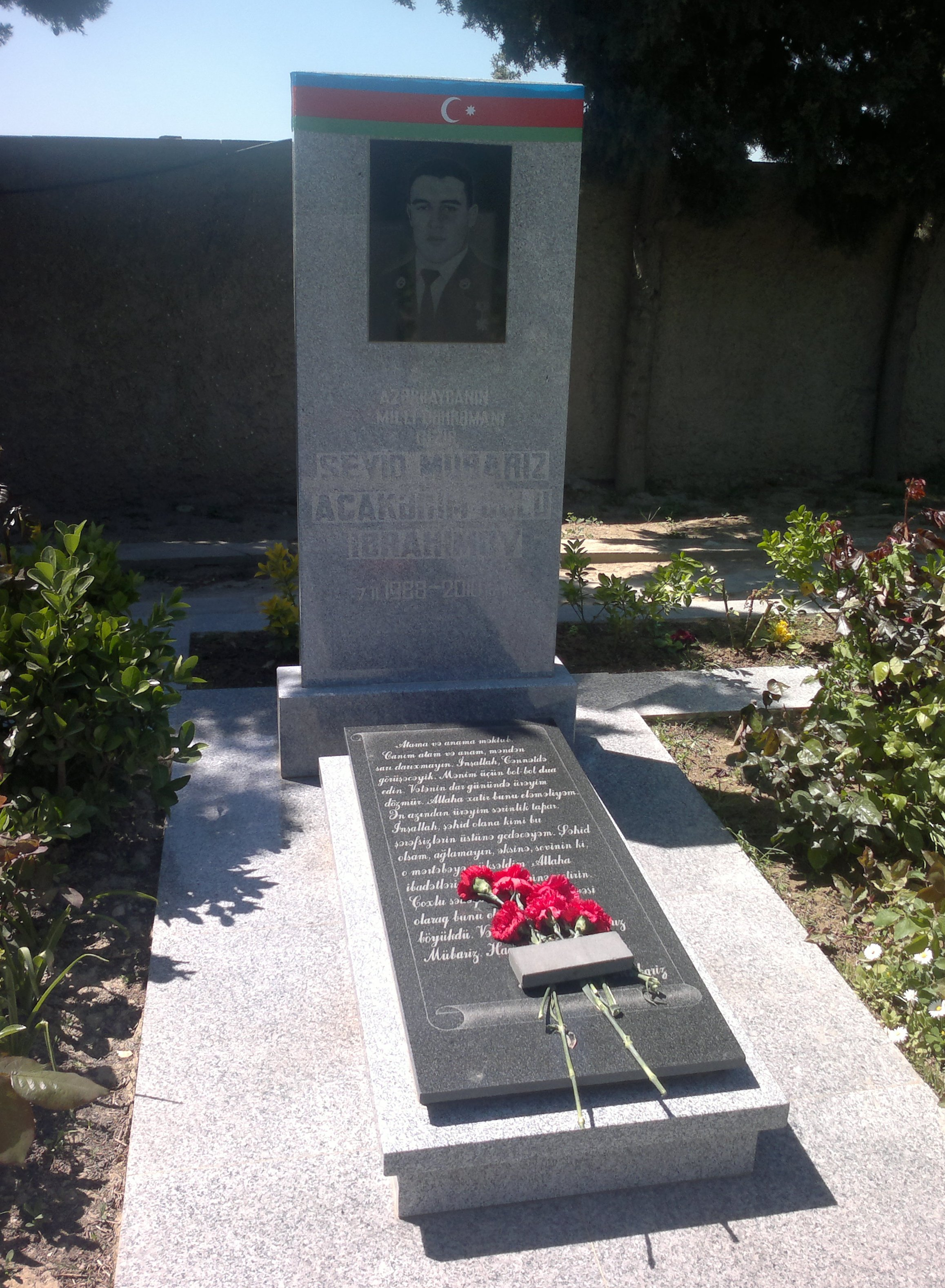
قبر مبارز إبراهيموف في زقاق الشرف الثاني

### السنوات العسكرية
خدم مبارز إبراهيموف في القوات الخاصة التابعة للوحدة العسكرية «ن» للقوات الداخلية. في عام 2007 أكمل خدمته العسكرية برتبة  مساعد (رتبة عسكرية). عمل لبعض الوقت في «إينتير سيكيوريتي» شركة ذات مسؤولية محدودة. في أغسطس لعام 2009 بدأ بالعمل في الخدمة العسكرية كمساعد. وبعد فترة، كان يطوّع للخدمة في إحدى الوحدات العسكرية على الخطوط الأمامية.

### البطولة
في 18 يونيو 2010، حوالي الساعة 11:30 مساءً، عبر مبارز إبراهيموف بمفرده حقل ألغام بطول كيلومتر واحد بين جيشين. في الهجوم الأول كان يدمر بشكل غير متوقع عددا كبيرا من الجنود وضباط القوات المسلحة الأرمينية.
فيما بعد كان يستخدم أسلحة العدو ضدهم وكان يقاتل معهم بمفرده لمدة 5 ساعات. فهو كان يلحق خسائر فادحة بالعدو.
وفي الصباح 18 يونيو عام 2010 في 22 عاما من عمره استشهد البطل الأذربيجاني مبارز إبراهيموف في معركة غير متكافئة.
مخطوطة آخر رسالة لمبارليز ابراهيموف له الآباء في عام 2010:
| « | العزيزان والدي و والدتي. لا تفوتني. أتمنى أن نلتقي في الفردوس. تصلوا كثيراً من أجلي. إن قلبي لا يستطيع أن يستغرق يوماً عصيبا للوطن. ويتعين علي أن أفعل ذلك من أجل الله. على الأقل سوف يكون قلبي في سلام. أنا سأذهب علي هؤلاء الأعداء المهينون إلى أني أصبح شهيدا. وإن سأصبح شهيدا فلا يبكوا. بل على العكس من ذلك، فمماأنتما كوني سعيدة أني وصلت على تلك القمة – قمة الشهيد. افعلوا عبادتكما بالطريقة الصحيحة إلى الله. امنحوا الكثير من الإحسان. وكحفيد سيد يتعين عليّ أن أفعل ذلك. الله عظيم. عاش الوطن. ابنكما مبارز. | » |

في نفس العام، وقع الرئيس الأذربيجاني إلهام علييف مرسوما لمنح مبارز إبراهيموف بلقب «البطل القومي لأذربيجان» (بعد وفاته).
ولإحياء ذكرى مبارز إبراهيموف، اتخذ مرسوم رئاسي آخر القرار التالي:
| « | 1 يضمن مجلس وزراء جمهورية أذربيجان تسمية إحدى المدارس الثانوية في بمنطقة بيلاسوفار باسم مبارز إبراهيموف. 2 يضمن السلطة التنفيذية في منطقة بيلاسوفار تسمية إحدى الشوارع في بمنطقة بيلاسوفار باسم مبارز إبراهيموف. إلهام علييف | » |

## الجوائز
- ميدالية «النجمة الذهبية» (2010)

- «شخصية العام» في أذربيجان (2010)